# Teucholabis dasytes
Teucholabis dasytes är en tvåvingeart som beskrevs av Alexander 1962. Teucholabis dasytes ingår i släktet Teucholabis och familjen småharkrankar. Inga underarter finns listade i Catalogue of Life.